# Den Aard

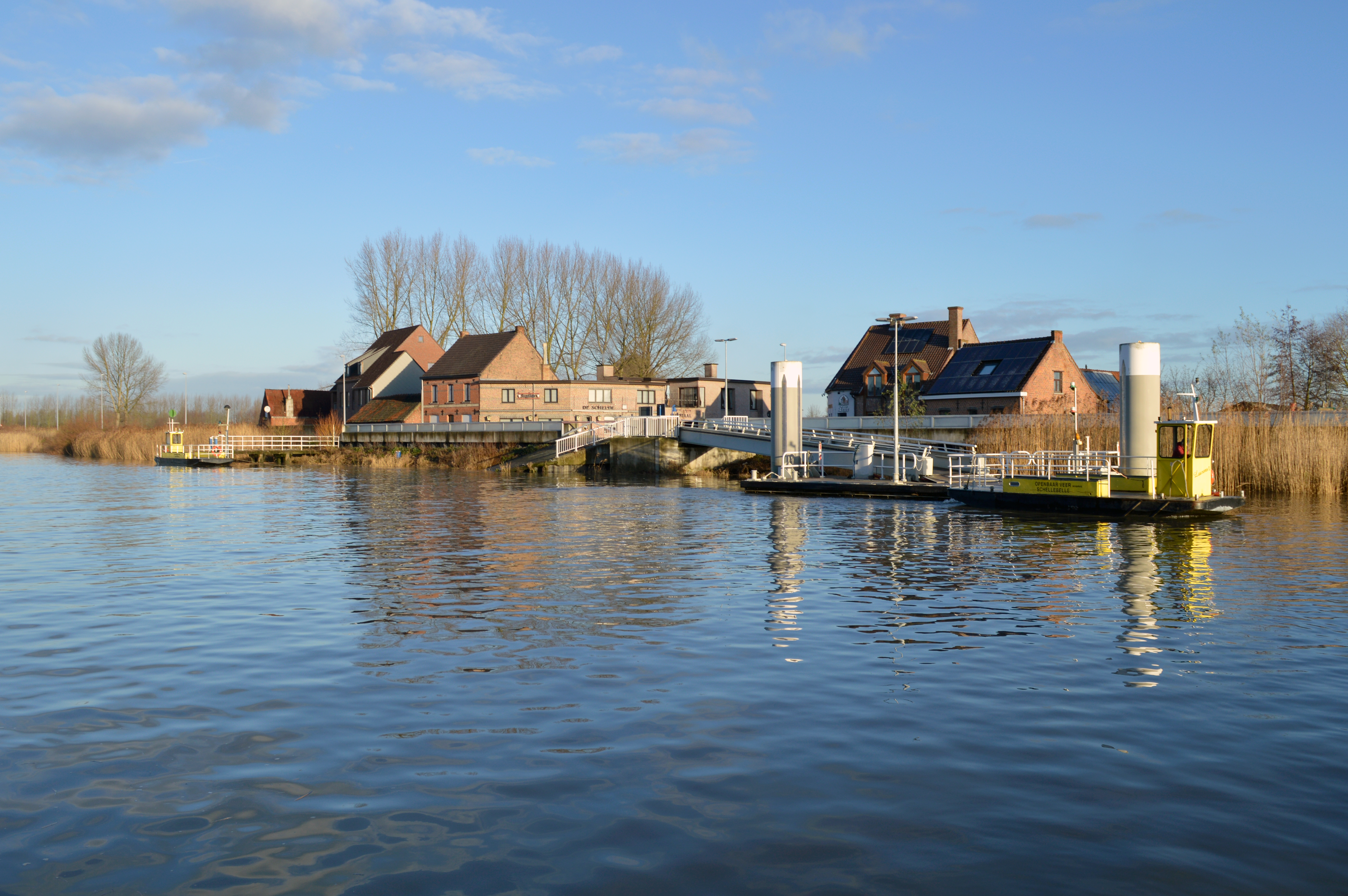
Zicht op Den Aard vanaf de overkant van de Schelde (bij hoogwater).

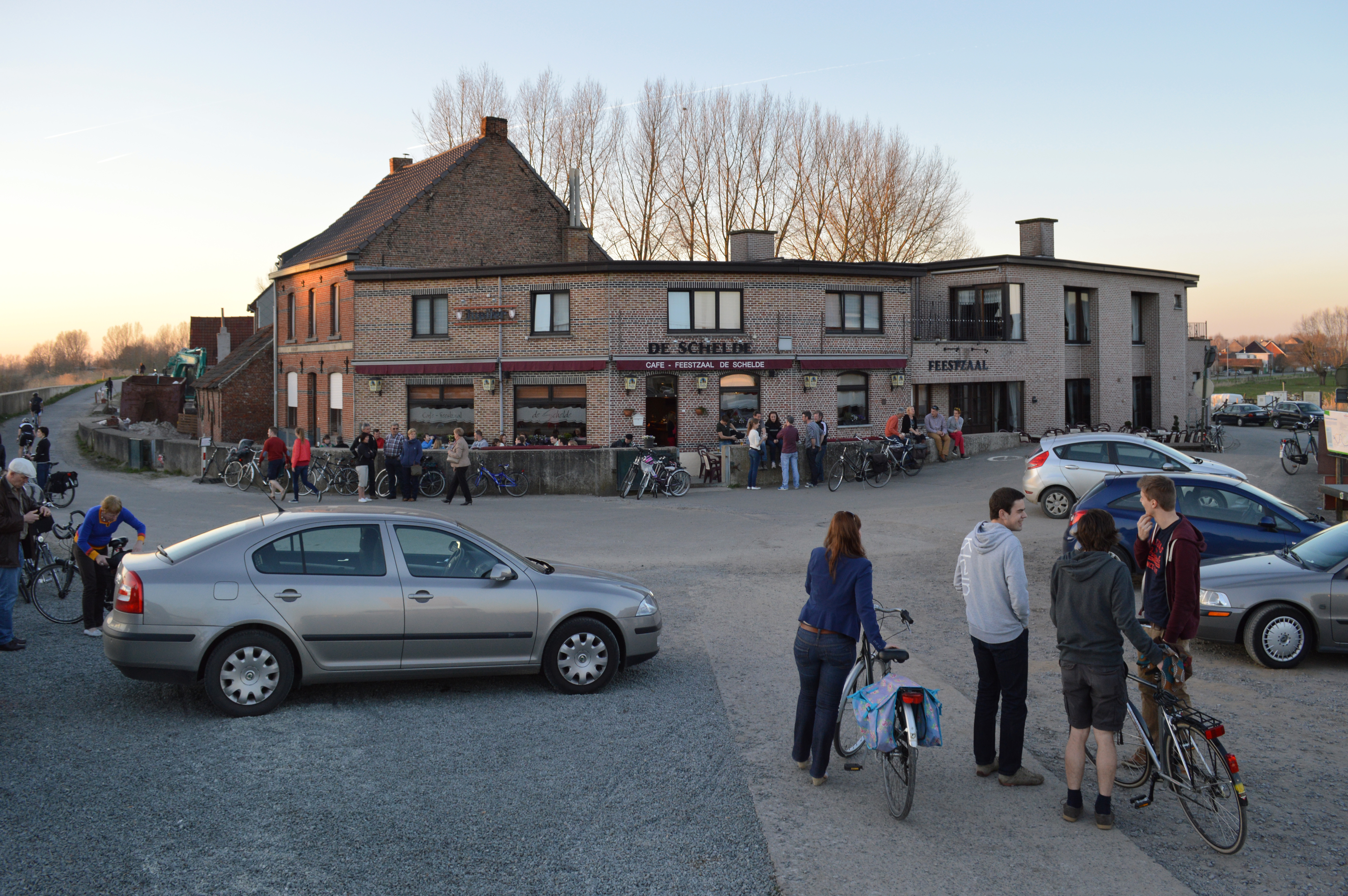
Een van de twee resterende cafés op Den Aard, op een warme lenteavond.

Aard of Den Aard is een straat en gehucht in de Belgische gemeente Wichelen, meer bepaald in Schellebelle. Het gehucht ligt geïsoleerd van Schellebelle aan de overkant van de Schelde. Het grenst aan de Kalkense Meersen (gemeente Laarne) en aan de Bellebeek, de natuurlijke grens met Uitbergen (gemeente Berlare).
Aard betekent scheepsaanlegplaats. Den Aard is met het dorp van Schellebelle verbonden door een veer dat teruggaat tot de 13e eeuw. Den Aard was daarvoor een landelijke wijk van Schellebelle, maar door een wijziging in de loop van de Schelde werd het ervan gescheiden. Het veer wordt tegenwoordig door de afdeling Zeeschelde van Waterwegen en Zeekanaal uitgebaat.
Dankzij zijn ligging aan de Schelde en op de rand van het fiets- en wandelgebied Kalkense Meersen, beschikt Den Aard nog steeds over twee cafés. Deze liggen achter een kleine betonnen muur, die in 1938 werd opgericht voor de waterkering.